# Free Free/Super Music Maker
«FREE FREE / SUPER MUSIC MAKER» es el cuarto sencillo del proyecto "join" de la cantante y actriz japonesa Ami Suzuki. Es lanzado al mercado el día 22 de agosto bajo el sello avex trax.

## Canciones
Tras su llegada a Avex el año 2005, este sencillo se convierte en su primero de doble cara-A en esta nueva etapa de su carrera, aunque realmente es su tercer sencillo de este tipo tras "Don't leave me behind / Silent Stream" y "Reality / Dancin' in Hip-Hop" en su etapa en Sony Music Japan. También es su primer trabajo desde su sencillo "Fantastic" en estar orientado nuevamente hacia la música electrónica -estilo que estuvo fuertemente en AROUND THE WORLD, primer álbum de Ami en Avex-, esta vez bajo la colaboración con el integrante de capsule, DJ y productor Yasutaka Nakata. El tema es el primero desde sus trabajos con Tetsuya Komuro donde su voz es modificada para hacerla computarizada.
El video musical de la canción igualmente tiene grandes influencias de artistas que realizan música electrónica, como Kylie Minogue o Madonna. También causó gran noticia entre los tabloides por ser el primer de Ami considerado como "ero-pop" (エロポップ), y llegó incluso a comparársele con Kumi Kōda y sus trabajos audiovisuales. "FREE FREE" es el único tema de los presentes en el sencillo para el que fue grabado un video musical.
Tanto "FREE FREE" como "SUPER MUSIC MAKER" fueron estrenados, incluso antes de lanzarse el video musical en televisión, en vivo dentro de la gira de a-nation del 2007 por Ami, donde también interpretó otros de sus éxitos.
Aparte de lanzarse en su versión regular en formatos CD y CD+DVD, el sencillo también es lanzado el formato de vinilo, convirtiéndose esta en la segunda vez que Ami lanza trabajos en este formato desde "BE TOGETHER" en 1999.

### CD
1. FREE FREE
2. SUPER MUSIC MAKER
3. FREE FREE (extended mix)
4. SUPER MUSIC MAKER (radio edit)

### DVD
1. FREE FREE

- Datos: Q3087285